# Erlen-Eschenwald westlich Mahlwinkel
Der Erlen-Eschenwald westlich Mahlwinkel ist ein FFH-Gebiet in der Gemeinde Angern im Landkreis Börde in Sachsen-Anhalt.

## Allgemeines
Das FFH-Gebiet ist circa 208 Hektar groß. Es ist durch die Landesverordnung zur Unterschutzstellung der Natura 2000-Gebiete im Land Sachsen-Anhalt (N2000-LVO LSA) seit dem 21. Dezember 2018 rechtlich gesichert. Zuständige untere Naturschutzbehörde ist der Landkreis Börde.

## Beschreibung
Das FFH-Gebiet liegt südwestlich von Tangerhütte. Es umfasst das von mehreren Bächen durchflossene Laubwaldgebiet Baktum. Am Ostrand verläuft der Mahlwinkeler Tanger.
Das FFH-Gebiet wird in erster Linie von Waldgesellschaften auf feuchten Standorten geprägt. Diese sind als Erlen-Eschenwälder und Eichen-Hainbuchenwälder ausgebildet. In den Erlen-Eschenwäldern stocken Schwarzerle, Gemeine Esche, Moorbirke, Stieleiche und Flatterulme. In der Strauchschicht stocken Schwarzer Holunder, Hasel, Eingriffeliger Weißdorn, Vogelbeere, Faulbaum, Gewöhnliche Traubenkirsche und Gewöhnlicher Spindelstrauch. In der Krautschicht siedeln Sumpf- und Ufersegge, Sumpfreitgras, Waldengelwurz, Kohlkratzdistel, Wasserdost, Echtes Mädesüß, Großes Springkraut, Springschaumkraut, Einbeere und Riesenschwingel. In den Eichen-Hainbuchenwäldern stocken Stieleiche, Hainbuche und Feldulme. In der Strauchschicht sind Hasel, Eingriffeliger Weißdorn, Roter Hartriegel, Hundsrose und Gewöhnlicher Spindelstrauch zu finden. In der Krautschicht siedeln, Waldzwenke, Waldknäuelgras, Hainrispengras, Waldsegge, Nickendes und Einblütiges Perlgras, Vielblütige Weißwurz, Waldziest, Große Sternmiere, Zweiblättriges Schattenblümchen, Maiglöckchen, Goldnessel und Geflecktes Lungenkraut. Auf trockenen Standorten sind auch Eichenwälder aus Stieleiche, Waldkiefer, Hänge- und Moorbirke ausgebildet. Dazu gesellen sich Bergahorn und Hainbuche. In der Strauchschicht stocken Hasel, Faulbaum und Vogelbeere, die Krautschicht wird unter anderem von Rotstraußgras, Drahtschmiele, Schafschwingel, Pillen- und Bleicher Segge und Behaarter Hainsimse gebildet.
In die Wälder ist eine Feuchtwiese eingebettet. Hier siedeln unter anderem Glatthafer, Wiesenschaumkraut, Wiesenlabkraut, Quellenhornkraut, Scharfer Hahnenfuß, Sauerampfer, Gamaderehrenpreis und Vogelwicke.
Der Mahlwinkeler Tanger beherbergt unter anderem Schmalblättrigen Merk und Bachbunge.
Das Gebiet ist Lebensraum des Fischotters.